# Mollerkapel
De Mollerkapel of Mollenkapel is een kapel bij Maasbracht in de Nederlandse gemeente Maasgouw. De kapel staat ten zuidwesten van het dorp achter de dijk aan het Julianakanaal aan het uiteinde van de Molderkapelweg langs de Oostelijke Kanaalweg. Direct ten zuiden van de kapel ligt de gemeentegrens.
Ongeveer 550 meter naar het zuidoosten staat de Mariakapel aan het Pietjesveld.
De kapel is gewijd aan de heilige Maria en wordt omgeven door drie lindebomen.

## Geschiedenis
Omstreeks 1633 werd de kapel gebouwd en zou met zijn naam verwijzen naar een soldaat die Van der Molle heette en in de omgeving van de kapel zijn gesneuveld tijdens een treffen van de Spaanse met de Staatse troepen. De veldslag ging om het verkrijgen van een vrije doorvaart over de Maas tot aan de stad Maastricht.
Vroeger werden de muren van de kapel jaarlijks witgekalkt. De moderne muurverf die daarvoor gebruikt werd bleek niet goed bestand te zijn tegen optrekkend vocht, waardoor het afbladderde. Met de restauratie van 2012 werd daarom de muurverf verwijderd, de voegen schoongemaakt, opnieuw gevoegd met kalkmortel en het dak gerepareerd. Rond de kapel werd tevens een sleuf gegraven en gevuld met grind om regenwater snel af te voeren.

## Bouwwerk
De bakstenen kapel is een niskapel opgetrokken op een vierkant plattegrond en gedekt door een tentdak met op de top een smeedijzeren kruis. Onder in de gevels is elk een romdboogvormige spaarnis aangebracht. In de frontgevel bevindt zich de rondboogvormige nis die wordt afgesloten met een smeedijzeren hekje. In de nis staat een Mariabeeld.